# Форнуш (Каштелу-ди-Пайва)
Фо́рнуш (порт. Fornos) — район (фрегезия) в Португалии, входит в округ Авейру. Является составной частью муниципалитета Каштелу-ди-Пайва. По старому административному делению входил в провинцию Дору-Литорал. Входит в экономико-статистический субрегион Тамега, который входит в Северный регион. Население составляет 1602 человека. Занимает площадь 4,39 км².